# Marek Wejtko
Marek Wejtko (ur. 16 lutego 1953, zm. 9 maja 2025) – polski dyplomata, działacz gospodarczy i urzędnik państwowy. W latach 2002–2003 podsekretarz stanu w Ministerstwie Gospodarki, w latach 2010–2015 dyrektor Biura Polskiego w Tajpej.

## Życiorys
Był dyrektorem departamentów polityki handlowej II (1991–1996) i wielostronnych relacji gospodarczych (1996–1999) w Ministerstwie Współpracy Gospodarczej z Zagranicą (po jego likwidacji w 1997 dyrektorem w Ministerstwie Gospodarki). Od 1999 do 2002 był zastępcą stałego przedstawiciela RP przy OECD w Paryżu.
5 czerwca 2002 powołany na stanowisko podsekretarza stanu w Ministerstwie Gospodarki. Odwołany ze stanowiska po przekształceniu Ministerstwa Gospodarki w Ministerstwo Gospodarki, Pracy i Polityki Społecznej z dniem 8 stycznia 2003. W latach 2004–2007 był ministrem-radcą w Stałym Przedstawicielstwie przy Organizacji Bezpieczeństwa i Współpracy w Europie w Wiedniu. Sprawował funkcję doradcy wicepremiera i ministra gospodarki Waldemara Pawlaka. W latach 2010–2015 pełnił funkcję Dyrektora Generalnego Warszawskiego Biura Handlowego w Tajpej, a następnie radcy generalnego w Ministerstwie Gospodarki. Od 2015 był naczelnikiem Wydziału Azji i Pacyfiku w Departamencie Współpracy Międzynarodowej Ministerstwa Rozwoju oraz radcą generalnym w tym resorcie. Po reorganizacji resortu od 2018 związany z Ministerstwem Inwestycji i Rozwoju. Wchodził w skład Zespołu Doradców Dyplomatycznych Krajowej Izby Gospodarczej.
27 maja 2025 pochowany na Cmentarzu Komunalnym Północnym w Warszawie.